# Ron Holzschuh
Ron Holzschuh (* 20. November 1969 in Zwickau; † 27. April 2020 in Mülsen) war ein deutscher Schauspieler, Musiker, Tänzer und Choreograph.

## Leben und Wirken
Holzschuh schloss nach seiner Schulzeit eine Lehre als Tischler ab. In seiner Jugend war er Leistungssportler im Schwimmen und Zehnkampf. Danach erhielt er seine tänzerische Ausbildung an der Staatlichen Ballettschule Berlin und der Palucca Schule in Dresden, studierte Choreographie und später Darstellende Kunst an der Theaterhochschule „Hans Otto“ und der Hochschule für Musik und Theater „Felix Mendelssohn Bartholdy“ Leipzig (1991–1996).
Von 2003 bis 2007 war Holzschuh in der Seifenoper Verbotene Liebe (Das Erste) in der Rolle des Bernd von Beyenbach zu sehen. Außerdem war Holzschuh in zahlreichen Musicals wie zum Beispiel Elisabeth, Evita und Saturday Night Fever zu sehen. Als Schauspieler wirkte er unter anderem in Inszenierungen von Der Besuch der alten Dame, Faust und Hamlet mit. Für letztere erhielt er unter anderem einen Förderpreis des Mitteldeutschen Rundfunks für Nachwuchsschauspieler im Jahr 1993. Von November 2009 bis September 2010 war er in der Sat.1-Daily Soap Eine wie keine als Toni Montana zu sehen. Er verkörperte 2010 im Musical Vom Geist der Weihnacht in Köln den Geist Marley. Im November 2010 hatte er einen Gastauftritt in der Sat.1-Telenovela Anna und die Liebe. Ab Januar 2014 war er in einer Gastrolle bei Unter uns zu sehen.
Im Sommer 2016 war Holzschuh bei den Gandersheimer Domfestspielen als Kardinal Richelieu im Musical Die drei Musketiere und in der Sommerkomödie Highway to Hellas als Panos zu sehen. Holzschuh war Tänzer (u. a. Stepptanz), Musiker und Choreograph und trat mit John Davies in der gemeinsamen Band Groovalishuss auf. Er arbeitete als Coach für darstellende Künstler und Leistungssportler. Von März 2019 bis Mai 2020 spielte er die Rolle des Niclas Nadolny bei Alles was zählt.
Ron Holzschuh starb im April 2020 im Alter von 50 Jahren nach kurzer schwerer Krankheit in seinem Elternhaus in Mülsen.

## Filmografie
- 1999–2001: In aller Freundschaft (Fernsehserie)
- 2003–2007: Verbotene Liebe (Fernsehserie)
- 2004: Bernds Hexe (Fernsehserie)
- 2009: Ein Fall für zwei (Fernsehserie)
- 2009–2010: Eine wie keine (Fernsehserie)
- 2010: Anna und die Liebe (Fernsehserie)
- 2010: Alarm für Cobra 11 – Die Autobahnpolizei (Fernsehserie, 1 Folge)
- 2012: Transpapa
- 2013: Akte Ex (Fernsehserie, 1 Folge)
- 2014: Unter uns (Fernsehserie)
- 2015: Dahoam is Dahoam (Fernsehserie)
- 2018: Alles oder nichts (Fernsehserie)
- 2019–2020: Alles was zählt (Fernsehserie)